# Список призерів чемпіонатів Європи з легкої атлетики (чоловіки)
Цей список включає призерів чемпіонатів Європи з легкої атлетики в чоловічих дисциплінах за всі роки їх проведення.

## Сучасна програма серед чоловіків

### 100 метрів
| Чемпіонат | Золото                          | Срібло                             | Бронза                              |
| --------- | ------------------------------- | ---------------------------------- | ----------------------------------- |
| 1934      | Кріс Бергер Нідерланди          | Еріх Борхмаєр Німеччина            | Шир Йожеф Угорщина                  |
| 1938      | Тінус Озендарп Нідерланди       | Ораціо Мар'яні Італія              | Леннарт Страндберг Швеція           |
| 1946      | Джек Арчер Велика Британія      | Гокон Транберг Норвегія            | Карло Монті Італія                  |
| 1950      | Етьєн Баллі Франція             | Франко Леччезе Італія              | Володимир Сухарев СРСР              |
| 1954      | Гайнц Фюттерер ФРН              | Рене Боніно Франція                | Джордж Елліс Велика Британія        |
| 1958      | Армін Гарі ФРН                  | Манфред Гермар ФРН                 | Пітер Редфорд Велика Британія       |
| 1962      | Клод Пікемаль Франція           | Жослен Делекур Франція             | Петер Гампер ФРН                    |
| 1966      | Веслав Маняк Польща             | Роже Бамбюк Франція                | Клод Пікемаль Франція               |
| 1969      | Валерій Борзов СРСР             | Ален Сартер Франція                | Філіпп Клер Швейцарія               |
| 1971      | Валерій Борзов СРСР             | Герхард Вухерер ФРН                | Васіліс Папагеоргопулос Греція      |
| 1974      | Валерій Борзов СРСР             | П'єтро Меннеа Італія               | Клаус-Дітер Білер ФРН               |
| 1978      | П'єтро Меннеа Італія            | Ойген Рай НДР                      | Володимир Ігнатенко СРСР            |
| 1982      | Франк Еммельманн НДР            | П'єрфранческо Павоні Італія        | Мар'ян Воронін Польща               |
| 1986      | Лінфорд Крісті Велика Британія  | Штеффен Брінгманн НДР              | Брюно Марі-Роз Франція              |
| 1990      | Лінфорд Крісті Велика Британія  | Данієль Сангума Франція            | Джон Реджіс Велика Британія         |
| 1994      | Лінфорд Крісті Велика Британія  | Гейр Муен Норвегія                 | Олександр Порхомовський Росія       |
| 1998      | Даррен Кемпбелл Велика Британія | Двейн Чамберс Велика Британія      | Хараламбос Пападіас Греція          |
| 2002      | Френсіс Обіквелу Португалія     | Даррен Кемпбелл Велика Британія    | Немет Роланд Угорщина               |
| 2006      | Френсіс Обіквелу Португалія     | Андрій Єпішин Росія                | Матіц Осовнікар Словенія            |
| 2010      | Крістоф Леметр Франція          | Марк Льюїс-Френсіс Велика Британія | Мартіаль Мбанджок Франція           |
| 2012      | Крістоф Леметр Франція          | Джиммі Віко Франція                | Джейсума Саїді Ндуре Норвегія       |
| 2014      | Джеймс Дасаолу Велика Британія  | Крістоф Леметр Франція             | Гаррі Ейкінс-Аріїті Велика Британія |
| 2016      | Чуранді Мартіна Нідерланди      | Жак Алі Гарві Туреччина            | Джиммі Віко Франція                 |
| 2018      | Жарнел Г'юз Велика Британія     | Ріс Прескод Велика Британія        | Жак Алі Гарві Туреччина             |
| 2022      | Марселл Джейкобс Італія         | Жарнел Г'юз Велика Британія        | Джеремая Азу Велика Британія        |
| 2024      | Марселл Джейкобс Італія         | Читуру Алі Італія                  | Ромелл Глейв Велика Британія        |

### 200 метрів
| Чемпіонат | Золото                       | Срібло                                 | Бронза                          |
| --------- | ---------------------------- | -------------------------------------- | ------------------------------- |
| 1934      | Кріс Бергер Нідерланди       | Шир Йожеф Угорщина                     | Тінус Озендарп Нідерланди       |
| 1938      | Тінус Озендарп Нідерланди    | Якоб Шойрінг Німеччина                 | Алан Пеннінгтон Велика Британія |
| 1946      | Микола Каракулов СРСР        | Гокон Транберг Норвегія                | Їржі Давід Чехословаччина       |
| 1950      | Браян Шентон Велика Британія | Етьєн Баллі Франція                    | Ян Ламмерс Нідерланди           |
| 1954      | Гайнц Фюттерер ФРН           | Ардаліон Ігнатьєв СРСР                 | Джордж Елліс Велика Британія    |
| 1958      | Манфред Гермар ФРН           | Девід Сігал Велика Британія            | Жослен Делекур Франція          |
| 1962      | Уве Йонссон Швеція           | Мар'ян Фойк Польща                     | Серджіо Оттоліна Італія         |
| 1966      | Роже Бамбюк Франція          | Мар'ян Дудзяк Польща                   | Жан-Клод Налле Франція          |
| 1969      | Філіпп Клер Швейцарія        | Герман Бурде НДР                       | Зенон Новош Польща              |
| 1971      | Валерій Борзов СРСР          | Франц-Петер Гофмайстер ФРН             | Йорг Пфайфер НДР                |
| 1974      | П'єтро Меннеа Італія         | Манфред Оммер ФРН                      | Ганс-Юрген Бомбах НДР           |
| 1978      | П'єтро Меннеа Італія         | Олаф Пренцлер НДР                      | Петер Мустер Швейцарія          |
| 1982      | Олаф Пренцлер НДР            | Кемерон Шарп Велика Британія           | Франк Еммельманн НДР            |
| 1986      | Володимир Крилов СРСР        | Юрген Еверс ФРН                        | Андрій Федорів СРСР             |
| 1990      | Джон Реджіс Велика Британія  | Жан-Шарль Труабаль Франція             | Лінфорд Крісті Велика Британія  |
| 1994      | Гейр Муен Норвегія           | Владислав Дологодін Україна            | Патрік Стівенс Бельгія          |
| 1998      | Даг Вокер Велика Британія    | Даг Тернер Велика Британія             | Джуліан Голдінг Велика Британія |
| 2002      | Константінос Кентеріс Греція | Френсіс Обіквелу Португалія            | Марлон Девоніш Велика Британія  |
| 2006      | Френсіс Обіквелу Португалія  | Йохан Віссман Швеція                   | Марлон Девоніш Велика Британія  |
| 2010      | Крістоф Леметр Франція       | Крістіан Малкольм Велика Британія      | Мартіаль Мбанджок Франція       |
| 2012      | Чуранді Мартіна Нідерланди   | Патрік ван Лейк Нідерланди             | Денієл Телбот Велика Британія   |
| 2014      | Адам Джемілі Велика Британія | Крістоф Леметр Франція                 | Сергій Смелик Україна           |
| 2016      | Бруно Ортелано Іспанія       | Раміль Гулієв Туреччина                | Денієл Телбот Велика Британія   |
| 2018      | Раміль Гулієв Туреччина      | Нетаніел Мітчелл-Блейк Велика Британія | Алекс Вілсон Швейцарія          |
| 2022      | Жарнел Г'юз Велика Британія  | Нетаніел Мітчелл-Блейк Велика Британія | Філіппо Торту Італія            |
| 2024      | Тімоте Мументалер Швейцарія  | Філіппо Торту Італія                   | Вільям Ріайс Швейцарія          |

### 400 метрів
| Чемпіонат | Золото                             | Срібло                             | Бронза                              |
| --------- | ---------------------------------- | ---------------------------------- | ----------------------------------- |
| 1934      | Адольф Мецнер Німеччина            | П'єр Скавінські Франція            | Бертіль фон Вахенфельдт Швеція      |
| 1938      | Годфрі Браун Велика Британія       | Карл Баумгартен Нідерланди         | Ерік Лінхофф Німеччина              |
| 1946      | Нільс Гольст-Серенсен Данія        | Жак Люні Франція                   | Дерек П'ю Велика Британія           |
| 1950      | Дерек П'ю Велика Британія          | Жак Люні Франція                   | Ларс Вольфбрандт Швеція             |
| 1954      | Ардаліон Ігнатьєв СРСР             | Войтто Гельстен Фінляндія          | Адамік Золтан Угорщина              |
| 1958      | Джон Райтон Велика Британія        | Джон Солсбері Велика Британія      | Карл-Фрідріх Гаас ФРН               |
| 1962      | Роббі Брайтвелл Велика Британія    | Манфред Кіндер ФРН                 | Йоахім Реске ФРН                    |
| 1966      | Станіслав Грендзинський Польща     | Анджей Баденський Польща           | Манфред Кіндер ФРН                  |
| 1969      | Ян Вернер Польща                   | Жан-Клод Налле Франція             | Станіслав Грендзинський Польща      |
| 1971      | Девід Дженкінс Велика Британія     | Марчелло Ф'ясконаро Італія         | Ян Вернер Польща                    |
| 1974      | Карл Гонц ФРН                      | Девід Дженкінс Велика Британія     | Бернд Геррман ФРН                   |
| 1978      | Франц-Петер Гофмайстер ФРН         | Карел Коларж Чехословаччина        | Франсіс Демартон Франція            |
| 1982      | Гартмут Вебер ФРН                  | Андреас Кнебель НДР                | Віктор Маркін СРСР                  |
| 1986      | Роджер Блек Велика Британія        | Томас Шенлебе НДР                  | Матіас Шерзінг НДР                  |
| 1990      | Роджер Блек Велика Британія        | Томас Шенлебе НДР                  | Єнс Карловіц НДР                    |
| 1994      | Дуейн Лейдеджо Велика Британія     | Роджер Блек Велика Британія        | Маттіас Рустерхольц Швейцарія       |
| 1998      | Айван Томас Велика Британія        | Роберт Мачков'як Польща            | Марк Річардсон Велика Британія      |
| 2002      | Інго Шульц Німеччина               | Давід Каналь Іспанія               | Данієль Кейнс Велика Британія       |
| 2006      | Марк Ракіль Франція                | Владислав Фролов Росія             | Леслі Джон Франція                  |
| 2010      | Кевін Борле Бельгія                | Майкл Бінем Велика Британія        | Мартін Руні Велика Британія         |
| 2012      | Павел Маслак Чехія                 | Деак-Надь Марцелл Угорщина         | Яннік Фонса Франція                 |
| 2014      | Мартін Руні Велика Британія        | Меттью Гадсон-Сміт Велика Британія | Дональд Санфорд Ізраїль             |
| 2016      | Мартін Руні Велика Британія        | Павел Маслак Чехія                 | Лімарвін Боневасія Нідерланди       |
| 2018      | Меттью Гадсон-Сміт Велика Британія | Кевін Борле Бельгія                | Йонатан Борле Бельгія               |
| 2022      | Меттью Гадсон-Сміт Велика Британія | Рікі Петруччіані Швейцарія         | Алекс Гейдок-Вілсон Велика Британія |
| 2024      | Александер Дом Бельгія             | Чарльз Добсон Велика Британія      | Лімарвін Боневасія Нідерланди       |

### 800 метрів
| Чемпіонат | Золото                        | Срібло                        | Бронза                           |
| --------- | ----------------------------- | ----------------------------- | -------------------------------- |
| 1934      | Сабо Міклош Угорщина          | Маріо Ланці Італія            | Вольфганг Дессекер Німеччина     |
| 1938      | Рудольф Гарбіг Німеччина      | Жак Левек Франція             | Маріо Ланці Італія               |
| 1946      | Рене Густафссон Швеція        | Нільс Гольст-Серенсен Данія   | Марсель Ансенн Франція           |
| 1950      | Джон Парлетт Велика Британія  | Марсель Ансенн Франція        | Роджер Банністер Велика Британія |
| 1954      | Сентгалі Лайош Угорщина       | Люсьєн де Мейк Бельгія        | Еудун Бойсен Норвегія            |
| 1958      | Майк Роусон Велика Британія   | Еудун Бойсен Норвегія         | Пауль Шмідт ФРН                  |
| 1962      | Манфред Матушевський НДР      | Валерій Булишев СРСР          | Пауль Шмідт ФРН                  |
| 1966      | Манфред Матушевський НДР      | Франц-Йозеф Кемпер ФРН        | Бодо Тюммлер ФРН                 |
| 1969      | Дітер Фромм НДР               | Йозеф Плахій Чехословаччина   | Манфред Матушевський НДР         |
| 1971      | Євген Аржанов СРСР            | Дітер Фромм НДР               | Енді Картер Велика Британія      |
| 1974      | Лучано Сушань Югославія       | Стів Оветт Велика Британія    | Маркку Таскінен Фінляндія        |
| 1978      | Олаф Баєр НДР                 | Стів Оветт Велика Британія    | Себастьян Коу Велика Британія    |
| 1982      | Ганс-Петер Фернер ФРН         | Себастьян Коу Велика Британія | Йорма Гяркенен Фінляндія         |
| 1986      | Себастьян Коу Велика Британія | Том Маккін Велика Британія    | Стів Крем Велика Британія        |
| 1990      | Том Маккін Велика Британія    | Девід Шарп Велика Британія    | Пйотр Пекарський Польща          |
| 1994      | Андреа Бенвенуті Італія       | Веб'єрн Родаль Норвегія       | Томас де Тереса Іспанія          |
| 1998      | Нільс Шуманн Німеччина        | Андре Бухер Швейцарія         | Лукаш Видра Чехія                |
| 2002      | Вілсон Кіпкетер Данія         | Андре Бухер Швейцарія         | Нільс Шуманн Німеччина           |
| 2006      | Брем Сом Нідерланди           | Девід Фіген Люксембург        | Сем Елліс Велика Британія        |
| 2010      | Марцин Левандовський Польща   | Майкл Ріммер Велика Британія  | Адам Кщот Польща                 |
| 2012      | Юрій Борзаковський Росія      | Андреас Бубе Данія            | П'єр-Амбруаз Босс Франція        |
| 2014      | Адам Кщот Польща              | Артур Куцяпський Польща       | Марк Інгліш Ірландія             |
| 2016      | Адам Кщот Польща              | Марцин Левандовський Польща   | Елліот Джайлс Велика Британія    |
| 2018      | Адам Кщот Польща              | Андреас Крамер Швеція         | П'єр-Амбруаз Босс Франція        |
| 2022      | Маріано Гарсія Іспанія        | Джейк Вайтман Велика Британія | Марк Інгліш Ірландія             |
| 2024      | Габріель Туаль Франція        | Мохамед Аттауї Іспанія        | Каталін Текучану Італія          |

### 1500 метрів
| Чемпіонат | Золото                            | Срібло                        | Бронза                           |
| --------- | --------------------------------- | ----------------------------- | -------------------------------- |
| 1934      | Луїджі Беккалі Італія             | Сабо Міклош Угорщина          | Роже Норман Франція              |
| 1938      | Сідні Вудерсон Велика Британія    | Жозеф Мостер Бельгія          | Луїджі Беккалі Італія            |
| 1946      | Леннарт Странд Швеція             | Генрі Ерікссон Швеція         | Ерік Йоргенсен Данія             |
| 1950      | Вім Слейкгойс Нідерланди          | Патрік ель Мабрук Франція     | Білл Нанкевілл Велика Британія   |
| 1954      | Роджер Банністер Велика Британія  | Гуннар Нільсен Данія          | Станіслав Юнгвірт Чехословаччина |
| 1958      | Браян Г'юсон Велика Британія      | Дан Верн Швеція               | Рон Ділейні Ірландія             |
| 1962      | Мішель Жазі Франція               | Вітольд Баран Польща          | Томаш Салінгер Чехословаччина    |
| 1966      | Бодо Тюммлер ФРН                  | Мішель Жазі Франція           | Гаральд Норпот ФРН               |
| 1969      | Джон Веттон Велика Британія       | Френк Мерфі Ірландія          | Генрик Шордиковський Польща      |
| 1971      | Франческо Арезе Італія            | Генрик Шордиковський Польща   | Брендан Фостер Велика Британія   |
| 1974      | Клаус-Петер Юстус НДР             | Том Гансен Данія              | Томас Вессінгхаге ФРН            |
| 1978      | Стів Оветт Велика Британія        | Імонн Коглен Ірландія         | Девід Муркрофт Велика Британія   |
| 1982      | Стів Крем Велика Британія         | Микола Кіров СРСР             | Хосе Мануель Абаскаль Іспанія    |
| 1986      | Стів Крем Велика Британія         | Себастьян Коу Велика Британія | Ган Кюлкер Нідерланди            |
| 1990      | Єнс-Петер Герольд НДР             | Дженнаро ді Наполі Італія     | Маріу Сілва Португалія           |
| 1994      | Фермін Качо Іспанія               | Ісаак Вісіоса Іспанія         | Бранко Зорко Хорватія            |
| 1998      | Реєс Естевес Іспанія              | Руй Сілва Португалія          | Фермін Качо Іспанія              |
| 2002      | Меді Баала Франція                | Руй Сілва Португалія          | Реєс Естевес Іспанія             |
| 2006      | Меді Баала Франція                | Іван Гешко Україна            | Хуан Карлос Ігеро Іспанія        |
| 2010      | Артуро Касадо Іспанія             | Карстен Шланген Німеччина     | Мануель Ольмедо Іспанія          |
| 2012      | Генрік Інгебрігтсен Норвегія      | Флоріан Карвалью Франція      | Давід Бустос Іспанія             |
| 2014      | Маєдін Мекіссі-Бенаббад Франція   | Генрік Інгебрігтсен Норвегія  | Кріс О'Геєр Велика Британія      |
| 2016      | Філіп Інгебрігтсен Норвегія       | Давід Бустос Іспанія          | Генрік Інгебрігтсен Норвегія     |
| 2018      | Якоб Інгебрігтсен Норвегія        | Марцин Левандовський Польща   | Джейк Вайтман Велика Британія    |
| 2022      | Якоб Інгебрігтсен Велика Британія | Джейк Гейворд Велика Британія | Маріо Гарсія Іспанія             |
| 2024      | Якоб Інгебрігтсен Норвегія        | Йохем Вермелен Бельгія        | П'єтро Арезе Італія              |

### 5000 метрів
| Чемпіонат | Золото                         | Срібло                                          | Бронза                         |
| --------- | ------------------------------ | ----------------------------------------------- | ------------------------------ |
| 1934      | Роже Рошар Франція             | Януш Кусоцінський Польща                        | Ільмарі Сальмінен Фінляндія    |
| 1938      | Тайсто Мякі Фінляндія          | Генрі Йонссон Швеція                            | Кауко Пекурі Фінляндія         |
| 1946      | Сідні Вудерсон Велика Британія | Вім Слейкгойс Нідерланди                        | Еверт Нюберг Швеція            |
| 1950      | Еміль Затопек Чехословаччина   | Ален Мімун Франція                              | Гастон Рейфф Бельгія           |
| 1954      | Володимир Куц СРСР             | Кріс Чатавей Велика Британія                    | Еміль Затопек Чехословаччина   |
| 1958      | Здзіслав Кшишков'як Польща     | Казімеж Зімний Польща                           | Гордон Пірі Велика Британія    |
| 1962      | Брюс Талло Велика Британія     | Казімеж Зімний Польща                           | Петро Болотников СРСР          |
| 1966      | Мішель Жазі Франція            | Гаральд Норпот ФРН                              | Бернд Дісснер НДР              |
| 1969      | Ієн Стюарт Велика Британія     | Рашид Шарафетдинов СРСР                         | Алан Блінстон Велика Британія  |
| 1971      | Юха Вяятяйнен Фінляндія        | Жан Ваду Франція                                | Гаральд Норпот ФРН             |
| 1974      | Брендан Фостер Велика Британія | Манфред Кушман НДР                              | Лассе Вірен Фінляндія          |
| 1978      | Венанціо Ортіс Італія          | Маркус Ріффель ШвейцаріяОлександр Федоткін СРСР | не вручалась                   |
| 1982      | Томас Вессінгхаге ФРН          | Вернер Шильдхауер НДР                           | Девід Муркрофт Велика Британія |
| 1986      | Джек Бакнер Велика Британія    | Стефано Меї Італія                              | Тім Хатчінгс Велика Британія   |
| 1990      | Сальваторе Антібо Італія       | Гарі Стейнс Велика Британія                     | Славомир Маюсяк Польща         |
| 1994      | Дітер Бауманн Німеччина        | Роб Денмарк Велика Британія                     | Абель Антон Іспанія            |
| 1998      | Ісаак Вісіоса Іспанія          | Мануель Панкорбо Іспанія                        | Марк Керролл Ірландія          |
| 2002      | Альберто Гарсія Іспанія        | Ісмаїл Сгюр Франція                             | Сергій Лебідь Україна          |
| 2006      | Хесус Еспанья Іспанія          | Мо Фара Велика Британія                         | Хуан Карлос Ігеро Іспанія      |
| 2010      | Мо Фара Велика Британія        | Хесус Еспанья Іспанія                           | Хайле Ібрагімов Азербайджан    |
| 2012      | Мо Фара Велика Британія        | Арне Габіус Німеччина                           | Полат Кембой Арікан Туреччина  |
| 2014      | Мо Фара Велика Британія        | Хайле Ібрагімов Азербайджан                     | Енді Вернон Велика Британія    |
| 2016      | Іліас Фіфа Іспанія             | Адель Мечаль Іспанія                            | Ріхард Рінгер Німеччина        |
| 2018      | Якоб Інгебрігтсен Норвегія     | Генрік Інгебрігтсен Норвегія                    | Морхад Амдуні Франція          |
| 2022      | Якоб Інгебрігтсен Норвегія     | Мохамед Катір Іспанія                           | Єманеберхан Кріппа Італія      |
| 2024      | Якоб Інгебрігтсен Норвегія     | Джордж Міллс Велика Британія                    | Домінік Лобалу Швейцарія       |

### 10000 метрів
| Чемпіонат | Золото                        | Срібло                         | Бронза                         |
| --------- | ----------------------------- | ------------------------------ | ------------------------------ |
| 1934      | Ільмарі Сальмінен Фінляндія   | Арво Аскола Фінляндія          | Генрі Нільсен Данія            |
| 1938      | Ільмарі Сальмінен Фінляндія   | Джузеппе Бевіаква Італія       | Макс Зірінг Німеччина          |
| 1946      | Вільйо Гейно Фінляндія        | Хельге Перяля Фінляндія        | Чаплар Андраш Угорщина         |
| 1950      | Еміль Затопек Чехословаччина  | Ален Мімун Франція             | Вяйне Коскела Фінляндія        |
| 1954      | Еміль Затопек Чехословаччина  | Ковач Йожеф Угорщина           | Френк Сандо Велика Британія    |
| 1958      | Здзіслав Кшишков'як Польща    | Євген Жуков СРСР               | Микола Пудов СРСР              |
| 1962      | Петро Болотников СРСР         | Фрідріх Янке НДР               | Рой Фаулер Велика Британія     |
| 1966      | Юрген Газе НДР                | Мечер Лайош Угорщина           | Леонід Микитенко СРСР          |
| 1969      | Юрген Газе НДР                | Майк Тегг Велика Британія      | Микола Свиридов СРСР           |
| 1971      | Юха Вяятяйнен Фінляндія       | Юрген Газе НДР                 | Рашид Шарафетдинов СРСР        |
| 1974      | Манфред Кушман НДР            | Ентоні Сіммонс Велика Британія | Джузеппе Чіндоло Італія        |
| 1978      | Мартті Вайніо Фінляндія       | Венанціо Ортіс Італія          | Олександр Антипов СРСР         |
| 1982      | Альберто Кова Італія          | Вернер Шильдхауер НДР          | Мартті Вайніо Фінляндія        |
| 1986      | Стефано Меї Італія            | Альберто Кова Італія           | Сальваторе Антібо Італія       |
| 1990      | Сальваторе Антібо Італія      | Аре Наккім Норвегія            | Стефано Меї Італія             |
| 1994      | Абель Антон Іспанія           | Венсан Руссо Бельгія           | Штефан Франке Німеччина        |
| 1998      | Антоніу Пінту Португалія      | Дітер Бауманн Німеччина        | Штефан Франке Німеччина        |
| 2002      | Хосе Мануель Мартінес Іспанія | Дітер Бауманн Німеччина        | Хосе Ріос Іспанія              |
| 2006      | Ян Фітшен Німеччина           | Хосе Мануель Мартінес Іспанія  | Хуан Карлос де ла Осса Іспанія |
| 2010      | Мо Фара Велика Британія       | Кріс Томпсон Велика Британія   | Данієле Меуччі Італія          |
| 2012      | Полат Кембой Арікан Туреччина | Данієле Меуччі Італія          | Євген Рибаков Росія            |
| 2014      | Мо Фара Велика Британія       | Енді Вернон Велика Британія    | Алі Кая Туреччина              |
| 2016      | Полат Кембой Арікан Туреччина | Алі Кая Туреччина              | Антоніо Абадія Іспанія         |
| 2018      | Морхад Амдуні Франція         | Башир Абді Бельгія             | Єманеберхан Кріппа Італія      |
| 2022      | Єманеберхан Кріппа Італія     | Зерей Кбром Мезнгі Норвегія    | Янн Шрюбб Франція              |
| 2024      | Домінік Лобалу Швейцарія      | Янн Шрюбб Франція              | Тьєррі Ндікумвенайо Іспанія    |

### 110 метрів з бар'єрами
| Чемпіонат | Золото                         | Срібло                                     | Бронза                           |
| --------- | ------------------------------ | ------------------------------------------ | -------------------------------- |
| 1934      | Ковач Йожеф Угорщина           | Ервін Вегнер Німеччина                     | Гольгер Альбрехтсен Норвегія     |
| 1938      | Дон Фінлей Велика Британія     | Гокан Лідман Швеція                        | Рейндер Брассер Нідерланди       |
| 1946      | Гокан Лідман Швеція            | Іпполіт Брекман Бельгія                    | Вяйне Сувівуо Фінляндія          |
| 1950      | Андре-Жак Марі Франція         | Рагнар Лундберг Швеція                     | Пітер Гілдрет Велика Британія    |
| 1954      | Євген Буланчик СРСР            | Джек Паркер Велика Британія                | Бертольд Штайнес ФРН             |
| 1958      | Мартін Лауер ФРН               | Станко Лоргер Югославія                    | Анатолій Михайлов СРСР           |
| 1962      | Анатолій Михайлов СРСР         | Джованні Корнак'я Італія                   | Микола Березуцький СРСР          |
| 1966      | Едді Оттоз Італія              | Гінріх Йон ФРН                             | Марсель Дюр'є Франція            |
| 1969      | Едді Оттоз Італія              | Дейв Гемері Велика Британія                | Алан Паскоу Велика Британія      |
| 1971      | Франк Зібек НДР                | Алан Паскоу Велика Британія                | Любомір Наденічек Чехословаччина |
| 1974      | Ґі Дрю Франція                 | Мірослав Водзинський Польща                | Лешек Водзинський Польща         |
| 1978      | Томас Мункельт НДР             | Ян Пусти Польща                            | Арто Брюггаре Фінляндія          |
| 1982      | Томас Мункельт НДР             | Андрій Прокоф'єв СРСР                      | Арто Брюггаре Фінляндія          |
| 1986      | Стефан Карістан Франція        | Арто Брюггаре Фінляндія                    | Карлос Сала Іспанія              |
| 1990      | Колін Джексон Велика Британія  | Тоні Джарретт Велика Британія              | Дітмар Кошевські ФРН             |
| 1994      | Колін Джексон Велика Британія  | Флоріан Швартхофф Німеччина                | Тоні Джарретт Велика Британія    |
| 1998      | Колін Джексон Велика Британія  | Фальк Бальцер Німеччина                    | Робін Корвінг Нідерланди         |
| 2002      | Колін Джексон Велика Британія  | Станіславс Оліярс Латвія                   | Артур Когутек Польща             |
| 2006      | Станіславс Оліярс Латвія       | Томаш Блашек Німеччина                     | Енді Тернер Велика Британія      |
| 2010      | Енді Тернер Велика Британія    | Гарфілд Дар'ян Франція                     | Кішш Данієль Угорщина            |
| 2012      | Сергій Шубенков Росія          | Гарфілд Дар'ян Франція                     | Артур Нога Польща                |
| 2014      | Сергій Шубенков Росія          | Вільям Шарман Велика Британія              | Паскаль Мартіно-Лагард Франція   |
| 2016      | Дімітрі Баску Франція          | Баї Балаш Угорщина                         | Вієм Белосян Франція             |
| 2018      | Паскаль Мартіно-Лагард Франція | Сергій Шубенков Допущені нейтральні атлети | Орландо Ортега Іспанія           |
| 2022      | Асьєр Мартінес Іспанія         | Паскаль Мартіно-Лагард Франція             | Жуст Квау-Матей Франція          |
| 2024      | Лоренцо Сімонеллі Італія       | Енріке Льйопіс Іспанія                     | Джейсон Джозеф Швейцарія         |

### 400 метрів з бар'єрами
| Чемпіонат | Золото                        | Срібло                      | Бронза                      |
| --------- | ----------------------------- | --------------------------- | --------------------------- |
| 1934      | Ганс Шеле Німеччина           | Акіллес Ярвінен Фінляндія   | Христос Мантікас Греція     |
| 1938      | Пруден Жоє Франція            | Ковач Йожеф Угорщина        | Келль Арескуг Швеція        |
| 1946      | Бертель Сторскрубб Фінляндія  | Сікстен Ларссон Швеція      | Руне Ларссон Швеція         |
| 1950      | Армандо Філіпут Італія        | Юрій Літуєв СРСР            | Гаррі Віттл Велика Британія |
| 1954      | Анатолій Юлін СРСР            | Юрій Літуєв СРСР            | Оззі Мільд Фінляндія        |
| 1958      | Юрій Літуєв СРСР              | Пер-Уве Троллсос Швеція     | Бруно Галлікер Швейцарія    |
| 1962      | Сальваторе Морале Італія      | Йорг Нойманн ФРН            | Гельмут Янц ФРН             |
| 1966      | Роберто Фріноллі Італія       | Герд Лоссдерфер ФРН         | Робер Пуар'є Франція        |
| 1969      | В'ячеслав Скоморохов СРСР     | Джон Шервуд Велика Британія | Енді Тодд Велика Британія   |
| 1971      | Жан-Клод Налле Франція        | Крістіан Рудольф НДР        | Дмитро Стукалов СРСР        |
| 1974      | Алан Паскоу Велика Британія   | Жан-Клод Налле Франція      | Євген Гавриленко СРСР       |
| 1978      | Гаральд Шмід ФРН              | Дмитро Стукалов СРСР        | Василь Архипенко СРСР       |
| 1982      | Гаральд Шмід ФРН              | Олександр Яцевич СРСР       | Уве Аккерман НДР            |
| 1986      | Гаральд Шмід ФРН              | Олександр Васильєв СРСР     | Свен Нюландер Швеція        |
| 1990      | Крісс Акабусі Велика Британія | Свен Нюландер Швеція        | Ніклас Валленлінд Швеція    |
| 1994      | Олег Твердохліб Україна       | Свен Нюландер Швеція        | Стефан Діагана Франція      |
| 1998      | Павел Янушевський Польща      | Руслан Мащенко Росія        | Фабріціо Морі Італія        |
| 2002      | Стефан Діагана Франція        | Їржі Музік Чехія            | Павел Янушевський Польща    |
| 2006      | Перикліс Іаковакіс Греція     | Марек Плавго Польща         | Різ Вільямс Велика Британія |
| 2010      | Дай Грін Велика Британія      | Різ Вільямс Велика Британія | Станіслав Мельников Україна |
| 2012      | Різ Вільямс Велика Британія   | Емір Бекрич Сербія          | Станіслав Мельников Україна |
| 2014      | Карім Гуссейн Швейцарія       | Расмус Мягі Естонія         | Денис Кудрявцев Росія       |
| 2016      | Ясмані Копелло Туреччина      | Серхіо Фернандес Іспанія    | Карім Гуссейн Швейцарія     |
| 2018      | Карстен Варгольм Норвегія     | Ясмані Копелло Туреччина    | Томас Барр Ірландія         |
| 2022      | Карстен Варгольм Норвегія     | Вільфрід Аппіо Франція      | Ясмані Копелло Туреччина    |
| 2024      | Карстен Варгольм Норвегія     | Алессандро Сібіліо Італія   | Карл Бенгтстрем Швеція      |

### 3000 метрів з перешкодами
- біг з перешкодами входить до програми чемпіонатів, починаючи з 1938

| Чемпіонат | Золото                          | Срібло                        | Бронза                        |
| --------- | ------------------------------- | ----------------------------- | ----------------------------- |
| 1938      | Ларс Ларссон Швеція             | Людвіг Кайндль Німеччина      | Альф Ліндблад Фінляндія       |
| 1946      | Рафаель Пуязон Франція          | Ерік Ельмсетер Швеція         | Торе Шестранд Швеція          |
| 1950      | Їндржих Рудний Чехословаччина   | Петар Шегедин Югославія       | Ерік Бломстер Фінляндія       |
| 1954      | Рожньої Шандор Угорщина         | Олаві Рінтеенпяя Фінляндія    | Ернст Ларсен Норвегія         |
| 1958      | Єжі Хромік Польща               | Семен Ржищин СРСР             | Ганс Гунеке ФРН               |
| 1962      | Гастон Рулантс Бельгія          | Золтан Вамош Румунія          | Микола Соколов СРСР           |
| 1966      | Віктор Кудинський СРСР          | Анатолій Кур'ян СРСР          | Гастон Рулантс Бельгія        |
| 1969      | Михайло Желєв Болгарія          | Олександр Морозов СРСР        | Володимир Дудін СРСР          |
| 1971      | Жан-Поль Вієн Франція           | Душан Моравчик Чехословаччина | Павло Сисоєв СРСР             |
| 1974      | Броніслав Маліновський Польща   | Андерс Гердеруд Швеція        | Міхаель Карст ФРН             |
| 1978      | Броніслав Маліновський Польща   | Патріц Ільг ФРН               | Ісмо Тоуконен Фінляндія       |
| 1982      | Патріц Ільг ФРН                 | Богуслав Маміньський Польща   | Домінго Рамон Іспанія         |
| 1986      | Гаген Мельцер НДР               | Франческо Панетта Італія      | Патріц Ільг ФРН               |
| 1990      | Франческо Панетта Італія        | Марк Роуленд Велика Британія  | Алессандро Ламбрускіні Італія |
| 1994      | Алессандро Ламбрускіні Італія   | Анджело Карозі Італія         | Вільям ван Дейк Бельгія       |
| 1998      | Даміан Каллабіс Німеччина       | Алессандро Ламбрускіні Італія | Джим Свеней Норвегія          |
| 2002      | Антоніо Давід Гіменес Іспанія   | Сімон Вромен Нідерланди       | Луїс Мігель Мартін Іспанія    |
| 2006      | Юкка Кескісало Фінляндія        | Хосе Луїс Бланко Іспанія      | Буабделла Тарі Франція        |
| 2010      | Маєдін Мекіссі-Бенаббад Франція | Буабделла Тарі Франція        | Іон Лучанов Молдова           |
| 2012      | Маєдін Мекіссі-Бенаббад Франція | Тарік Лангат Акдаг Туреччина  | Віктор Гарсія Іспанія         |
| 2014      | Йоанн Коваль Франція            | Крістіан Залевський Польща    | Анхель Муллера Іспанія        |
| 2016      | Маєдін Мекіссі-Бенаббад Франція | Арас Кая Туреччина            | Йоанн Коваль Франція          |
| 2018      | Маєдін Мекіссі-Бенаббад Франція | Фернандо Карро Іспанія        | Йоганес К'яппінеллі Італія    |
| 2022      | Топі Райтанен Фінляндія         | Ахмед Абдельвахед Італія      | Осама Зогламі Італія          |
| 2024      | Алексі М'єлле Франція           | Джілалі Бедрані Франція       | Карл Бебендорф Німеччина      |

### 4×100 метрів
| Чемпіонат | Золото | Срібло                                                                                     | Бронза                                                                                            |
| --------- | --- | ------------------------------------------------------------------------------------------ | ------------------------------------------------------------------------------------------------- |
| 1934      | НімеччинаЕгон Шайн Ервін Гільмайстер Герд Горнбергер Еріх Борхмаєр                                                            | УгорщинаФоргач Ласло Ковач Йожеф Шир Йожеф Дьєнеш Дьюла                                    | НідерландиТінус Озендарп Тьєрд Бурсма Роберт Янсен Кріс Бергер                                    |
| 1938      | НімеччинаМанфред Керш Герд Горнбергер Карл Некерманн Якоб Шойрінг                                                             | ШвеціяГеста Клеммінг Оке Стенквіст Леннарт Ліндгрен Леннарт Страндберг                     | Велика БританіяМоріс Скарр Годфрі Браун Артур Свіні Ернест Пейдж                                  |
| 1946      | ШвеціяСтіг Даніельссон Інге Нільссон Олле Лесскер Стіг Гоканссон                                                              | ФранціяАгатон Лепев Жульєн Лебас П'єр Гонон Рене Вальмі                                    | ЧехословаччинаМірко Парачек Леопольд Лазнічка Мірослав Ржигошек Їржі Давід                        |
| 1950      | СРСРВолодимир Сухарев Лев Каляєв Леван Санадзе Микола Каракулов                                                               | ФранціяЕтьєн Баллі Жак Перло Ів Камю Жан-П'єр Гійон                                        | ШвеціяЙоте Челльберг Лейф Крістерссон Стіг Даніельссон Ганс Рюден                                 |
| 1954      | УгорщинаЗаранді Ласло Варашді Геза Чаньї Дьєрдь Голдованьї Бела                                                               | Велика БританіяКеннет Бокс Джордж Елліс Кеннет Джоунс Браян Шентон                         | СРСРБорис Токарев Віктор Рябов Леван Санадзе Леонід Бартенєв                                      |
| 1958      | ФРНВальтер Малендорф Армін Гарі Гайнц Фюттерер Манфред Гермар                                                                 | Велика БританіяПітер Редфорд Рой Сендстром Девід Сігал Едріен Брікер                       | СРСРБорис Токарев Едвін Озолін Юрій Коновалов Леонід Бартенєв                                     |
| 1962      | ФРНКлаус Улонська Пітер Гампер Ганс-Йоахім Бендер Манфред Гермар                                                              | ПольщаЄжі Юсковяк Анджей Зелінський Збігнев Сика Мар'ян Фойк                               | Велика БританіяАльф Мікін Рон Джонс Бервін Джонс Девід Джонс                                      |
| 1966      | ФранціяМарк Берже Жослен Делекур Клод Пікемаль Роже Бамбюк                                                                    | СРСРЕдвін Озолін Амін Туяков Борис Савчук Микола Іванов                                    | ФРНГанс-Юрген Фельзен Герт Мец Дітер Ендерляйн Манфред Кніккенберг                                |
| 1969      | ФранціяАлен Сартер Патрік Бурбейон Жерар Фенуй Франсуа Сен-Жиль                                                               | СРСРОлександр Лебедєв Владислав Сапея Микола Іванов Валерій Борзов                         | ЧехословаччинаЛадислав Кржиж Діоніз Сегеді Їржі Кинос Людек Богман                                |
| 1971      | ЧехословаччинаЛадислав Кржиж Юрай Демеч Їржі Кинос Людек Богман                                                               | ПольщаГерард Грамсе Тадеуш Цух Зенон Новош Мар'ян Дудзяк                                   | ІталіяВінченцо Гуеріні П'єтро Меннеа Паскуаліно Абеті Енніо Преатоні                              |
| 1974      | ФранціяЛюсьен Сент-Роз Жозеф Арам Брюно Шер'є Домінік Шовело                                                                  | ІталіяВінченцо Гуеріні Норберто Оліозі Луїджі Бенедетті П'єтро Меннеа                      | НДРМанфред Кокот Міхаель Дрезе Ганс-Юрген Бомбах Зігфрід Шенке                                    |
| 1978      | ПольщаЗенон Новош Зенон Лічнерський Лешек Дунецький Мар'ян Воронін                                                            | НДРМанфред Кокот Ойген Рай Олаф Пренцлер Александр Тіме                                    | СРСРСергій Владимирцев Микола Колесников Олександр Аксинін Володимир Ігнатенко                    |
| 1982      | СРСРСергій Соколов Олександр Аксинін Андрій Прокоф'єв Микола Сидоров                                                          | НДРДетлеф Кюбек Олаф Пренцлер Томас Мункельт Франк Еммельманн                              | ФРНКрістіан Циркельбах Крістіан Гас Петер Кляйн Ервін Скамраль                                    |
| 1986      | СРСРОлександр Євгеньєв Микола Юшманов Володимир Муравйов Віктор Бризгін Андрій Шляпников (забіг)                              | НДРТомас Шредер Штеффен Брінгманн Олаф Пренцлер Франк Еммельманн                           | Велика БританіяЕлліотт Банні Дейлі Томпсон Майкл Мак-Фарлейн Лінфорд Крісті                       |
| 1990      | ФранціяМакс Моріньєр Данієль Сангума Жан-Шарль Труабаль Брюно Марі-Роз                                                        | Велика БританіяДаррен Брейтуейт Джон Реджіс Маркус Адам Лінфорд Крісті                     | ІталіяМаріо Лонго Енцо Мадонія Сандро Флоріс Стефано Тіллі                                        |
| 1994      | ФранціяЕрманн Ломба Данієль Сангума Жан-Шарль Труабаль Ерік Перро                                                             | УкраїнаСергій Осович Дмитро Ваняікін Олег Крамаренко Владислав Дологодін                   | ІталіяЕнцо Мадонія Доменіко Неттіс Джорджо Маррас Сандро Флоріс                                   |
| 1998      | Велика БританіяЕллін Кондон Даррен Кемпбелл Даг Вокер Джуліан Голдінг Марлон Девоніш (забіг) Двейн Чамберс (забіг)            | ФранціяТьєррі Любен Фредерік Кранц Крістоф Шеваль Ніді Гюйм Родріг Норден (забіг)          | ПольщаМарцин Кшиванський Марцин Новак Пйотр Бальцежак Ришард Пілярчик                             |
| 2002      | УкраїнаКостянтин Васюков Костянтин Рурак Анатолій Довгаль Олександр Кайдаш                                                    | ПольщаРишард Пілярчик Люкаш Хила Марцин Новак Марцин Урбась                                | НімеччинаРонні Оствальд Марк Блюме Олександр Косенков Крістіан Шахт                               |
| 2006      | Велика БританіяДвейн Чамберс Даррен Кемпбелл Марлон Девоніш Марк Льюїс-Френсіс                                                | ПольщаПшемислав Роговський Люкаш Хила Марцин Єдрусинський Даріуш Куць                      | ФранціяУдере Канкарафу Рональд Поньйон Фабріс Каліньї Давід Алерте                                |
| 2010      | ФранціяДжиммі Віко Крістоф Леметр П'єр-Алексі Пессонно Мартіаль Мбанджок Імаад Галлай (забіг)                                 | ІталіяРоберто Донаті Сімоне Колліо Емануеле ді Грегоріо Мауріціо Кеккуччі                  | НімеччинаТобіас Унгер Маріус Бренінг Александр Косенков Мартін Келлер                             |
| 2012      | НідерландиБріан Мар'яно Чуранді Мартіна Джованні Кодрінгтон Патрік ван Лейк Джеррел Феррел (забіг)                            | НімеччинаДжуліан Ройс Тобіас Унгер Александер Косенков Лукас Якубчик Мартін Келлер (забіг) | ФранціяРональд Поньйон Крістоф Леметр П'єр-Алексі Пессонно Емманюель Бірон Джиммі Віко (забіг)    |
| 2014      | Велика БританіяАдам Джемілі Річард Кілті Гаррі Айкінс-Айїтей Джеймс Еллінгтон Денієл Телбот (забіг)                           | НімеччинаЮліан Ройс Свен Кніппгальс Александр Косенков Лукас Якубчик                       | ФранціяП'єр Венсан Крістоф Леметр Тедді Тенмар Бен Басса                                          |
| 2016      | Велика БританіяДжеймс Дасаолу Адам Джемілі Джеймс Еллінгтон Чиджинду Уджа                                                     | ФранціяМарвен Рене Стюарт Дютамбі Мікаель-Меба Зезе Джиммі Віко                            | НімеччинаЮліан Ройс Свен Кніппгальс Рой Шмідт Лукас Якубчик Роберт Герінг (забіг)                 |
| 2018      | Велика БританіяЧиджинду Уджа Жарнел Г'юз Адам Джемілі Гаррі Айкінс-Айїтей Нетаніел Мітчелл-Блейк (забіг)                      | ТуреччинаЕмре Зафер Барнс Жак Алі Гарві Їгітджан Гекімоглу Раміль Гулієв                   | НідерландиКрістофер Гаріа Чуранді Мартіна Генслі Пауліна Таймір Бернет                            |
| 2022      | Велика БританіяДжеремая Азу Жарнел Г'юз Джона Ефолоко Нетаніел Мітчелл-Блейк Гаррі Айкінс-Айїтей (забіг) Томмі Ремдан (забіг) | ФранціяМеба Мікаель Зезе Пабло Матео Раян Зезе Джіммі Віко                                 | ПольщаАдріан Бжезинський Пшемислав Словиковський Патрик Викрота Домінік Копец Матеуш Сюда (забіг) |
| 2024      | ІталіяМаттео Меллуццо Марселл Джейкобс Лоренцо Патта Філіппо Торту Роберто Рігалі (забіг) Лоренцо Сімонеллі (забіг)           | НідерландиЕлвіс Афріфа Таймір Бернет Хаві Мо-Аджок Нсікак Екпо                             | НімеччинаКевін Кранц Оуен Анса Деніз Алмас Лукас Анса-Пепра                                       |

### 4×400 метрів
| Чемпіонат | Золото | Срібло | Бронза |
| --------- | --- | --- | --- |
| 1934      | НімеччинаГельмут Гаманн Ганс Шеле Гаррі Фойгт Адольф Мецнер                                                             | ФранціяРобер Поль Серж Гуєс Раймон Буассе П'єр Скавінські                                                        | ШвеціяСвен Стремберг Пелле Піль Густаф Ерікссон Бертіль фон Вахенфельдт                                            |
| 1938      | НімеччинаГерманн Блазаєзак Манфред Буес Ерік Ліннхофф Рудольф Гарбіг                                                    | Велика БританіяДжек Барнс Альфред Болдвін Алан Пеннінгтон Годфрі Браун                                           | ШвеціяЛарс Нільссон Карл Гендрік Густафссон Бер'є Томассон Бертіль фон Вахенфельдт                                 |
| 1946      | ФранціяБернар Сантона Ів Крос Робер Шеф Дотель Жак Люні                                                                 | Велика БританіяРональд Ід Дерек П'ю Бернард Елліот Білл Робертс                                                  | ШвеціяФольке Альневік Стіг Лінгорд Свен-Ерік Нолінге Торе Стен                                                     |
| 1950      | Велика БританіяМартін Пайк Леслі Льюїс Ангус Скотт Дерек П'ю                                                            | ІталіяБальдазаре Порто Армандо Філіпут Луїджі Патерліні Антоніо Сідді                                            | ШвеціяЄста Бреннстрем Таге Екфельдт Руне Ларссон Ларс Вольфбрандт                                                  |
| 1954      | ФранціяКлод Ааргофф Жак Дега Жан-Поль Мартін дю Гар Жан-П'єр Гудо                                                       | ФРНГанс Гайстер Гельмут Дреен Гайнц Ульцгаймер Карл-Фрідріх Гаас                                                 | ФінляндіяРаймо Граеффе Оззі Мільд Рольф Бак Войтто Гельстен                                                        |
| 1958      | Велика БританіяТед Семпсон Джон Мак-Айзек Джон Райтон Джон Солсбері                                                     | ФРНКарл Кауфманн Манфред Першке Йоганнес Кайзер Карл-Фрідріх Гаас                                                | ШвеціяНільс Хольмберг Ганс Ліндгрен Леннарт Йонссон Альф Петерссон                                                 |
| 1962      | ФРНВілфрід Кіндерманн Йоганнес Шмітт Йоахім Реске Манфред Кіндер                                                        | Велика БританіяБаррі Джексон Кен Вілкок Едріен Меткалф Роббі Брайтвелл                                           | ШвейцаріяБруно Галлікер Жан-Луї Десклу Маріус Тайлер Ганс-Рюді Брудер                                              |
| 1966      | ПольщаЯн Вернер Едмунд Боровський Станіслав Грендзинський Анджей Баденський                                             | ФРНФрідріх Родерфельд Єнс Ульбріхт Рольф Крюзман Манфред Кіндер                                                  | НДРЙоахім Бот Гюнтер Кланн Міхаель Цербес Вільфрід Вайланд                                                         |
| 1969      | ФранціяЖиль Бертуль Крістіан Ніколо Жак Каретт Жан-Клод Налле                                                           | СРСРЄвген Борисенко Борис Савчук Юрій Зорін Олександр Братчиков                                                  | ФРНГорст-Рюдігер Шлеске Інго Репер Герхард Генніге Мартін Єллінгхаус                                               |
| 1971      | ФРНГорст-Рюдігер Шлеске Томас Йордан Мартін Єллінгхаус Герман Келер                                                     | ПольщаАнджей Баденський Ян Баляховський Вальдемар Корицький Ян Вернер                                            | ІталіяЛоренцо Челлеріно Джакомо Пуозі Серджіо Белло Марчелло Ф'ясконаро                                            |
| 1974      | Велика БританіяГлен Коен Білл Гартлі Алан Паскоу Девід Дженкінс                                                         | ФРНГерман Келер Горст-Рюдігер Шлеске Карл Гонц Рольф Циглер Бернд Геррман (забіг)                                | ФранціяЖан-Клод Налле Роже Веласкес Жак Каретт Франсіс Демартон                                                    |
| 1978      | ФРНМартін Вепплер Горст-Рюдігер Шлеске Бернд Геррман Гаральд Шмід                                                       | ПольщаЄжі Влодарчик Збігнев Яремський Цезарій Лапінський Ришард Подляс                                           | ЧехословаччинаЖан-Клод Налле Роже Веласкес Жак Каретт Франсіс Демартон                                             |
| 1982      | ФРНЕрвін Скамраль Гаральд Шмід Томас Гіссінг Гартмут Вебер Едгар Накладал (забіг)                                       | Велика БританіяДевід Дженкінс Гаррі Кук Тодд Беннетт Філіп Браун                                                 | СРСРОлександр Трощило Павло Рощин Павло Коновалов Віктор Маркін Володимир Просін (забіг)                           |
| 1986      | Велика БританіяДерек Редмонд Крісс Акабусі Браян Віттл Роджер Блек Філіп Браун (забіг)                                  | ФРНКлаус Юст Едгар Ітт Гаральд Шмід Ральф Любке Йорг Вайхінгер (забіг)                                           | СРСРВолодимир Просін Володимир Крилов Аркадій Корнілов Олександр Курочкін Володимир Володько (забіг)               |
| 1990      | Велика БританіяПол Сандерс Крісс Акабусі Джон Реджіс Роджер Блек Браян Віттл (забіг) Філіп Браун (забіг)                | ФРНКлаус Юст Едгар Ітт Карстен Кербрюк Норберт Добеляйт Ульріх Шлепюц (забіг) Йорг Вайхінгер (забіг)             | НДРРіко Лідер Карстен Юст Томас Шенлебе Єнс Карловіц Ян Ленцке (забіг)                                             |
| 1994      | Велика БританіяДевід Маккензі Браян Віттл Роджер Блек Дуейн Лейдеджо                                                    | ФранціяП'єр-Марі Ілер Жан-Луї Рапнуй Жак Фарродьєр Стефан Діагана                                                | РосіяМихайло Вдовін Дмитро Косов Дмитро Бей Дмитро Головастов                                                      |
| 1998      | Велика БританіяМарк Гілтон Джеймі Баулч Айван Томас Марк Річардсон Шон Болдок (забіг) Соломон Ворісо (забіг)            | ПольщаПйотр Рисюкевич Томаш Чубак Пйотр Хачек Роберт Мачков'як Пйотр Длугосельський (забіг) Яцек Бочан (забіг)   | ІспаніяАнтоніо Андрес Хуан Вісенте Труль Альберто Мартінес Давід Каналь                                            |
| 2002      | Велика БританіяДжаред Дікон Меттью Еліас Джеймі Баулч Данієль Кейнс Шон Болдок (забіг)                                  | РосіяРуслан Мащенко Юрій Борзаковський Андрій Семенов Олег Мішуков Євген Лебедєв (забіг)                         | ФранціяЛеслі Джон Ахмед Духу Ібрагіма Ваде Наман Кейта                                                             |
| 2006      | ФранціяЛеслі Джон Ідрісса Мбарке Наман Кейта Марк Ракіль Абдерахім ель Аузі (забіг) Бріс Панель (забіг)                 | Велика БританіяРоберт Тобін Різ Вільямс Грем Гедман Тім Бенджамін                                                | ПольщаДанієль Донбровський Пйотр Кендзя Пйотр Рисюкевич Рафал Верушевський Марцин Марцинішин (забіг)               |
| 2010      | РосіяМаксим Дилдін Олексій Аксьонов Володимир Краснов Павло Треніхін Сергій Петухов (забіг)                             | Велика БританіяКонрад Вільямс Майкл Бінем Мартін Руні Роберт Тобін                                               | БельгіяАрно Дестатт Кевін Борле Седрік ван Брантегем Йонатан Борле Нільс Дюрінк (забіг)                            |
| 2012      | БельгіяАнтуан Жилле Йонатан Борле Єнте Букер Кевін Борле Нільс Дюерінк (забіг)                                          | Велика БританіяНайджел Лівайн Конрад Вільямс Роберт Тобін Річард Бак Майкл Бінем (забіг) Люк Леннон-Форд (забіг) | НімеччинаЙонас Пласс Камге Габа Ерік Крюгер Томас Шнайдер Ніклас Цендер (забіг)                                    |
| 2014      | Велика БританіяМартін Руні Майкл Бінем Конрад Вільямс Меттью Гадсон-Сміт Найджел Лівайн (забіг) Раба Юсіф (забіг)       | ПольщаРафал Омелько Кацпер Козловський Лукаш Кравчук Якуб Кшевіна Михал Петшак (забіг) Анджей Ярос (забіг)       | ФранціяТедді Атен Мамуду Анн Мам-Ібра Анн Томас Жордьє                                                             |
| 2016      | БельгіяЖульєн Ватрен Йонатан Борле Ділан Борле Кевін Борле Робін Вандербемден (забіг)                                   | ПольщаРафал Омелько Кацпер Козловський Лукаш Кравчук Якуб Кшевіна Міхал Петшак (забіг)                           | Велика БританіяРаба Юсіф Делано Вільямс Джек Грін Меттью Гадсон-Сміт Найджел Лівайн (забіг) Джаррід Данн (забіг)   |
| 2018      | БельгіяДілан Борле Йонатан Борле Йонатан Сакур Кевін Борле Жульєн Ватрен (забіг) Робін Вандербемден (забіг)             | Велика БританіяРаба Юсіф Двейн Кавен Меттью Гадсон-Сміт Мартін Руні Камерон Чалмерс (забіг)                      | ІспаніяОскар Усільйос Лукас Буа Самуель Гарсія Бруно Ортелано Марк Уджакпор (забіг) Дарвін Андрес Ечеверрі (забіг) |
| 2022      | Велика БританіяМеттью Гадсон-Сміт Чарльз Добсон Дейві Льюїс Алекс Гейдок-Вілсон Джозеф Браєр (забіг) Ріо Мітчем (забіг) | БельгіяАлександер Дом Жульєн Ватрен Кевін Борле Ділан Борле Йонатан Борле (забіг) Йонатан Сакур (забіг)          | ФранціяЖіль Бірон Лоїк Прево Тео Андан Тома Жордьє Сімон Бойпа (забіг)                                             |
| 2024      | БельгіяЙонатан Сакур Робін Вандербемден Ділан Борле Александер Дом Флоран Мабіль (забіг) Крістіан Ігуасель (забіг)      | ІталіяЛука Сіто Владімір Ачеті Ріккардо Мелі Едоардо Скотті Браян Лопес (забіг)                                  | НімеччинаМануель Сандерс Жан-Поль Бредо Марк Кох Еміль Аг'єкум Лукас Краппе (забіг) Тайлер Пренц (забіг)           |

### Напівмарафон

#### Індивідуальна першість
- напівмарафон входить до програми чемпіонатів, починаючи з 2016, та проводиться замість марафонського бігу в роки проведення літніх Олімпійських ігор

| Чемпіонат | Золото                    | Срібло                 | Бронза                   |
| --------- | ------------------------- | ---------------------- | ------------------------ |
| 2016      | Тадессе Абрахам Швейцарія | Каан Озбілен Туреччина | Данієле Меуччі Італія    |
| 2024      | Єманеберхан Кріппа Італія | П'єтро Ріва Італія     | Аманаль Петрос Німеччина |

#### Командна першість
- медалі командної першості в напівмарафоні були вперше розіграні 2024 року

| Чемпіонат | Золото | Срібло                                                                               | Бронза                                                                                         |
| --------- | --- | ------------------------------------------------------------------------------------ | ---------------------------------------------------------------------------------------------- |
| 2024      | ІталіяЄманеберхан Кріппа П'єтро Ріва Паскуале Сельвароло Ейоб Фаньєль Йоганнес К'яппінеллі Данієле Меуччі | ІзраїльМару Тефері Гашау Аяле Гірмеу Амаре Хаймро Аламе Годадеу Белачеу Тесема Могес | НімеччинаАманаль Петрос Самуель Фітві Філімон Абрахам Ріхард Рінгер Сімон Бох Хендрік Пфайффер |

### Марафон

#### Індивідуальна першість
- у 1946 довжина марафонської траси становила 40,1 км
- у 2012 марафон не входив до програми чемпіонату, а з 2016 — замість марафонського бігу в роки проведення літніх Олімпійських ігор до програми чемпіонату включається напівмарафон

| Чемпіонат | Золото                      | Срібло                        | Бронза                          |
| --------- | --------------------------- | ----------------------------- | ------------------------------- |
| 1934      | Армас Тойвонен Фінляндія    | Торе Енохссон Швеція          | Ауреліо Дженгіні Італія         |
| 1938      | Вяйне Муйнонен Фінляндія    | Сквайр Ярроу Велика Британія  | Генрі Пальме Швеція             |
| 1946      | Мікко Гієтанен Фінляндія    | Вяйне Муйнонен Фінляндія      | Яків Пунько СРСР                |
| 1950      | Джек Голден Велика Британія | Вейкко Карвонен Фінляндія     | Феодосій Ванін СРСР             |
| 1954      | Вейкко Карвонен Фінляндія   | Борис Грішаєв СРСР            | Іван Філін СРСР                 |
| 1958      | Сергій Попов СРСР           | Іван Філін СРСР               | Фредерік Норріс Велика Британія |
| 1962      | Браян Кілбі Велика Британія | Аурел Вандендрісше Бельгія    | Віктор Байков СРСР              |
| 1966      | Джим Хоган Велика Британія  | Аурел Вандендрісше Бельгія    | Дьюла Тот Угорщина              |
| 1969      | Рон Гілл Велика Британія    | Гастон Рулантс Бельгія        | Джим Олдер Велика Британія      |
| 1971      | Карел Лісмон Бельгія        | Тревор Райт Велика Британія   | Рон Гілл Велика Британія        |
| 1974      | Іан Томпсон Велика Британія | Екхард Лессе НДР              | Гастон Рулантс Бельгія          |
| 1978      | Леонід Мосєєв СРСР          | Микола Пензін СРСР            | Карел Лісмон Бельгія            |
| 1982      | Герард Нейбур Нідерланди    | Арман Парментьє Бельгія       | Карел Лісмон Бельгія            |
| 1986      | Джеліндо Бордін Італія      | Армандо Піццолатто Італія     | Герберт Штеффні ФРН             |
| 1990      | Джеліндо Бордін Італія      | Джанні Полі Італія            | Домінік Шовельє Франція         |
| 1994      | Мартін Фіс Іспанія          | Дієго Гарсія Іспанія          | Альберто Хусдадо Іспанія        |
| 1998      | Стефано Бальдіні Італія     | Даніло Гоффі Італія           | Вінченцо Модіка Італія          |
| 2002      | Янне Гольмен Фінляндія      | Павло Лоскутов Естонія        | Хуліо Рей Іспанія               |
| 2006      | Стефано Бальдіні Італія     | Віктор Ретлін Швейцарія       | Хуліо Рей Іспанія               |
| 2010      | Віктор Ретлін Швейцарія     | Хосе Мануель Мартінес Іспанія | Дмитро Сафронов Росія           |
| 2014      | Данієле Меуччі Італія       | Яред Шегумо Польща            | Олексій Реунков Росія           |
| 2018      | Кун Нарт Бельгія            | Тадессе Абрахам Швейцарія     | Яссін Рашик Італія              |
| 2022      | Ріхард Рінгер Німеччина     | Мару Тефері Ізраїль           | Гашау Аяле Ізраїль              |

#### Командна першість
- медалі командної першості з марафонського бігу були вперше розіграні 2022 року

| Чемпіонат | Золото                                                             | Срібло                                                                                             | Бронза                                                                     |
| --------- | ------------------------------------------------------------------ | -------------------------------------------------------------------------------------------------- | -------------------------------------------------------------------------- |
| 2022      | ІзраїльМару Тефері Гашау Аяле Їмер Гетахун Гірмеу Амаре Омер Рамон | НімеччинаРіхард Рінгер Аманаль Петрос Йоганнес Мочман Хендрік Пфайффер Константин Ведель Сімон Бох | ІспаніяАяд Ламдассем Хорхе Бланко Данієль Матео Яго Рохо Абделязіз Мерзугі |

### Ходьба 20 кілометрів
- шосейна дистанція спортивної ходьби на 20 кілометрів входить до програми чемпіонатів, починаючи з 1958, прийшовши на заміну 10-кілометровій дистанції ходьби стадіоном
- у 2012 та 2016 дисципліна не проводилась у зв'язку з проведенням в ті роки літніх Олімпійських ігор

| Чемпіонат | Золото                             | Срібло                           | Бронза                                    |
| --------- | ---------------------------------- | -------------------------------- | ----------------------------------------- |
| 1958      | Стен Вікерс Велика Британія        | Леонід Спірін СРСР               | Леннарт Бак Швеція                        |
| 1962      | Кен Метьюз Велика Британія         | Ганс-Георг Райманн НДР           | Володимир Голубничий СРСР                 |
| 1966      | Дітер Лінднер НДР                  | Володимир Голубничий СРСР        | Микола Смага СРСР                         |
| 1969      | Пол Нігілл Велика Британія         | Леоніда Карайосифоглу Румунія    | Микола Смага СРСР                         |
| 1971      | Микола Смага СРСР                  | Герхард Шперлінг НДР             | Пол Нігілл Велика Британія                |
| 1974      | Володимир Голубничий СРСР          | Бернд Канненберг ФРН             | Роджер Міллс Велика Британія              |
| 1978      | Роланд Візер НДР                   | Петро Поченчук СРСР              | Анатолій Соломін СРСР                     |
| 1982      | Хосе Марін Іспанія                 | Йозеф Прибилинець Чехословаччина | Павол Блажек Чехословаччина               |
| 1986      | Йозеф Прибилинець Чехословаччина   | Мауріціо Дамілано Італія         | Мігель Анхель Прієто Іспанія              |
| 1990      | Павол Блажек Чехословаччина        | Данієль Пласа Іспанія            | Тьєррі Тутен Франція                      |
| 1994      | Михайло Щенніков Росія             | Євген Місюля Білорусь            | Валенті Массана Іспанія                   |
| 1998      | Ілля Марков Росія                  | Айгарс Фадєєвс Латвія            | Франсіско Хав'єр Фернандес Іспанія        |
| 2002      | Франсіско Хав'єр Фернандес Іспанія | Володимир Андрєєв Росія          | Хуан Мануель Моліна Іспанія               |
| 2006      | Франсіско Хав'єр Фернандес Іспанія | Валерій Борчин Росія             | Жуан Вієйра Португалія                    |
| 2010      | Алекс Швацер Італія                | Жуан Вієйра Португалія           | Роберт Геффернан Ірландія                 |
| 2014      | Мігель Анхель Лопес Іспанія        | Денис Стрелков Росія             | Руслан Дмитренко Україна                  |
| 2018      | Альваро Мартін Іспанія             | Дієго Гарсія Іспанія             | Василь Мізінов Допущені нейтральні атлети |
| 2022      | Альваро Мартін Іспанія             | Персеус Карлстрем Швеція         | Дієго Гарсія Іспанія                      |
| 2024      | Персеус Карлстрем Швеція           | Пол Мак-Грат Іспанія             | Франческо Фортунато Італія                |

### Ходьба 35 кілометрів
| Чемпіонат | Золото                      | Срібло                    | Бронза                 |
| --------- | --------------------------- | ------------------------- | ---------------------- |
| 2022      | Мігель Анхель Лопес Іспанія | Крістофер Лінке Німеччина | Маттео Джуппоні Італія |

### Стрибки у висоту
| Чемпіонат | Золото                         | Срібло                                        | Бронза                                          |
| --------- | ------------------------------ | --------------------------------------------- | ----------------------------------------------- |
| 1934      | Келеві Коткас Фінляндія        | Біргер Гальворсен Норвегія                    | Вейко Пересало Фінляндія                        |
| 1938      | Курт Лундквіст Швеція          | Келеві Коткас Фінляндія                       | Лаурі Каліма Фінляндія                          |
| 1946      | Антон Боліндер Швеція          | Алан Патерсон Велика Британія                 | Нільс Ніклен Фінляндія                          |
| 1950      | Алан Патерсон Велика Британія  | Арне Оман Швеція                              | Клод Бенар Франція                              |
| 1954      | Бенгт Нільссон Швеція          | Їржі Ланський Чехословаччина                  | Ярослав Коварж Чехословаччина                   |
| 1958      | Рікард Даль Швеція             | Їржі Ланський Чехословаччина                  | Стіг Петтерссон Швеція                          |
| 1962      | Валерій Брумель СРСР           | Стіг Петтерссон Швеція                        | Роберт Шавлакадзе СРСР                          |
| 1966      | Жак Мадюбос Франція            | Робер Сент-Роз Франція                        | Валерій Скворцов СРСР                           |
| 1969      | Валентин Гаврилов СРСР         | Рейо Вяхяля Фінляндія                         | Ермініо Адзаро Італія                           |
| 1971      | Кестутіс Шапка СРСР            | Чаба Доса Румунія                             | Рустам Ахметов СРСР                             |
| 1974      | Єспер Террінг Данія            | Кестутіс Шапка СРСР                           | Володимир Малий Чехословаччина                  |
| 1978      | Володимир Ященко СРСР          | Олександр Григор'єв СРСР                      | Рольф Байльшмідт НДР                            |
| 1982      | Дітмар Мегенбург ФРН           | Януш Тшепізур Польща                          | Герд Нагель НДР                                 |
| 1986      | Ігор Паклін СРСР               | Сергій Мальченко СРСР                         | Карло Тренхардт ФРН                             |
| 1990      | Драгутін Топич Югославія       | Олексій Ємелін СРСР                           | Георгій Даков Болгарія                          |
| 1994      | Стейнар Хоен Норвегія          | Артур Партика ПольщаСтів Сміт Велика Британія | не вручалась                                    |
| 1998      | Артур Партика Польща           | Далтон Грант Велика Британія                  | Сергій Клюгін Росія                             |
| 2002      | Ярослав Рибаков Росія          | Стефан Гольм Швеція                           | Стаффан Странд Швеція                           |
| 2006      | Андрій Сільнов Росія           | Томаш Янку Чехія                              | Стефан Гольм Швеція                             |
| 2010      | Олександр Шустов Росія         | Іван Ухов Росія                               | Мартін Бернард Велика Британія                  |
| 2012      | Роберт Грабарз Велика Британія | Райвідас Станіс Литва                         | Мікаель Анані Франція                           |
| 2014      | Богдан Бондаренко Україна      | Андрій Проценко Україна                       | Ярослав Баба Чехія                              |
| 2016      | Джанмарко Тамбері Італія       | Роберт Грабарз Велика Британія                | Кріс Бейкер Велика БританіяАйке Оннен Німеччина |
| 2018      | Матеуш Пшибілко Німеччина      | Максим Недосеков Білорусь                     | Ілля Іванюк Допущені нейтральні атлети          |
| 2022      | Джанмарко Тамбері Італія       | Тобіас Потьє Німеччина                        | Андрій Проценко Україна                         |
| 2024      | Джанмарко Тамбері Італія       | Владислав Лавський Україна                    | Олег Дорощук Україна                            |

### Стрибки з жердиною
| Чемпіонат | Золото                    | Срібло                                      | Бронза                                       |
| --------- | ------------------------- | ------------------------------------------- | -------------------------------------------- |
| 1934      | Густав Вегнер Німеччина   | Бо Льюндберг Швеція                         | Джон Ліндрот Фінляндія                       |
| 1938      | Карл Суттер Німеччина     | Бо Льюндберг Швеція                         | П'єр Рамадьє Франція                         |
| 1946      | Алан Ліндберг Швеція      | Микола Озолін СРСР                          | Ян Бем Чехословаччина                        |
| 1950      | Рагнар Лундберг Швеція    | Вальто Оленіус Фінляндія                    | Юхо Пійронен Фінляндія                       |
| 1954      | Еелес Ландстрем Фінляндія | Рагнар Лундберг Швеція                      | Джеффрі Елліотт Велика Британія              |
| 1958      | Еелес Ландстрем Фінляндія | Манфред Пройссгер ФРН                       | Володимир Булатов СРСР                       |
| 1962      | Пентті Нікула Фінляндія   | Рудольф Томашек Чехословаччина              | Кауко Нюстрем Фінляндія                      |
| 1966      | Вольфганг Нордвіг НДР     | Христос Папаніколау Греція                  | Ерве Данкосс Франція                         |
| 1969      | Вольфганг Нордвіг НДР     | Челль Ісакссон Швеція                       | Альдо Рігі Італія                            |
| 1971      | Вольфганг Нордвіг НДР     | Челль Ісакссон Швеція                       | Ренато Діонізі Італія                        |
| 1974      | Володимир Кишкун СРСР     | Владислав Козакевич Польща                  | Юрій Ісаков СРСР                             |
| 1978      | Володимир Трофименко СРСР | Антті Калліомякі Фінляндія                  | Раулі Пудас Фінляндія                        |
| 1982      | Олександр Крупський СРСР  | Володимир Поляков СРСР                      | Атанас Тарев Болгарія                        |
| 1986      | Сергій Бубка СРСР         | Василь Бубка СРСР                           | Філіпп Колле Франція                         |
| 1990      | Родіон Гатауллін СРСР     | Григорій Єгоров СРСР                        | Герман Ферінгер Австрія                      |
| 1994      | Родіон Гатауллін Росія    | Ігор Транденков Росія                       | Жан Гальфйон Франція                         |
| 1998      | Максим Тарасов Росія      | Тім Лобінгер Німеччина                      | Жан Гальфйон Франція                         |
| 2002      | Олександр Авербух Ізраїль | Ларс Бергелінг Німеччина                    | Тім Лобінгер Німеччина                       |
| 2006      | Алекс Авербух Ізраїль     | Ромен Месніль ФранціяТім Лобінгер Німеччина | не вручалась                                 |
| 2010      | Рено Лавіллені Франція    | Максим Мазурик Україна                      | Пшемислав Червінський Польща                 |
| 2012      | Рено Лавіллені Франція    | Б'єрн Отто Німеччина                        | Рафаель Гольцдеппе Німеччина                 |
| 2014      | Рено Лавіллені Франція    | Павел Войцеховський Польща                  | Ян Кудлічка ЧехіяКевін Менальдо Франція      |
| 2016      | Роберт Собера Польща      | Ян Кудлічка Чехія                           | Роберт Реннер Словенія                       |
| 2018      | Арман Дюплантіс Швеція    | Тимур Моргунов Допущені нейтральні атлети   | Рено Лавіллені Франція                       |
| 2022      | Арман Дюплантіс Швеція    | Бо Канда Літа Бере Німеччина                | Пол Хеуген Ліллефоссе Норвегія               |
| 2024      | Арман Дюплантіс Швеція    | Еммануїл Караліс Греція                     | Ерсу Шашма ТуреччинаОлег Зернікель Німеччина |

### Стрибки у довжину
| Чемпіонат | Золото                         | Срібло                         | Бронза                              |
| --------- | ------------------------------ | ------------------------------ | ----------------------------------- |
| 1934      | Вільгельм Ляйхум Німеччина     | Отто Берг Норвегія             | Луц Лонг Німеччина                  |
| 1938      | Вільгельм Ляйхум Німеччина     | Артуро Маффеї Італія           | Луц Лонг Німеччина                  |
| 1946      | Олле Лесскер Швеція            | Люсьєн Графф Швейцарія         | Мірослав Ржигошек Чехословаччина    |
| 1950      | Торфі Брюнгейрссон Ісландія    | Герард Вессельс Нідерланди     | Ярослав Фікейз Чехословаччина       |
| 1954      | Фельдешші Еден Угорщина        | Збігнев Іванський Польща       | Ернест Ванко Франція                |
| 1958      | Ігор Тер-Ованесян СРСР         | Казімеж Кропідловський Польща  | Генрик Грабовський Польща           |
| 1962      | Ігор Тер-Ованесян СРСР         | Райнер Стеніус Фінляндія       | Пентті Ескола Фінляндія             |
| 1966      | Лінн Девіс Велика Британія     | Ігор Тер-Ованесян СРСР         | Жан Кошар Франція                   |
| 1969      | Ігор Тер-Ованесян СРСР         | Лінн Девіс Велика Британія     | Тину Лепік СРСР                     |
| 1971      | Макс Клаусс НДР                | Ігор Тер-Ованесян СРСР         | Станіслав Шудрович Польща           |
| 1974      | Валерій Підлужний СРСР         | Ненад Стекич Югославія         | Євген Шубін СРСР                    |
| 1978      | Жак Руссо Франція              | Ненад Стекич Югославія         | Володимир Цепельов СРСР             |
| 1982      | Лутц Домбровські НДР           | Антоніо Коргос Іспанія         | Ян Лейтнер Чехословаччина           |
| 1986      | Роберт Емміян СРСР             | Сергій Лаєвський СРСР          | Джованні Еванджелісті Італія        |
| 1990      | Дітмар Гаф ФРН                 | Анхель Ернандес Іспанія        | Борут Білач Югославія               |
| 1994      | Івайло Младенов Болгарія       | Мілан Гомбала Чехія            | Константінос Кукодімос Греція       |
| 1998      | Кирило Сосунов Росія           | Богдан Церуш Румунія           | Петар Дачев Болгарія                |
| 2002      | Олексій Лукашевич Україна      | Сініша Ерготич Хорватія        | Яго Ламела Іспанія                  |
| 2006      | Ендрю Гоу Італія               | Грег Резерфорд Велика Британія | Олексій Лукашевич Україна           |
| 2010      | Крістіан Райф Німеччина        | Кафетьєн Гомі Франція          | Крістофер Томлінсон Велика Британія |
| 2012      | Себастьян Баєр Німеччина       | Луїс Меліс Іспанія             | Мішель Торнеус Швеція               |
| 2014      | Грег Резерфорд Велика Британія | Луїс Цатумас Греція            | Кафетьєн Гомі Франція               |
| 2016      | Грег Резерфорд Велика Британія | Мішель Торнеус Швеція          | Ігнісіус Гайса Нідерланди           |
| 2018      | Мільтіадіс Тентоглу Греція     | Фабіан Гайнле Німеччина        | Сергій Никифоров Україна            |
| 2022      | Мільтіадіс Тентоглу Греція     | Тобіас Монтлер Швеція          | Жуль Поммері Франція                |
| 2024      | Мільтіадіс Тентоглу Греція     | Маттія Фурлані Італія          | Зімон Егаммер Швейцарія             |

### Потрійний стрибок
| Чемпіонат | Золото                           | Срібло                       | Бронза                           |
| --------- | -------------------------------- | ---------------------------- | -------------------------------- |
| 1934      | Віллем Петерс Нідерланди         | Ерік Свенссон Швеція         | Онні Раясаарі Фінляндія          |
| 1938      | Онні Раясаарі Фінляндія          | Йоуко Норен Фінляндія        | Карл Котратшек Німеччина         |
| 1946      | Вальдемар Раутіо Фінляндія       | Бертіль Йонссон Швеція       | Арне Оман Швеція                 |
| 1950      | Леонід Щербаков СРСР             | Вальдемар Раутіо Фінляндія   | Рухі Сариалп Туреччина           |
| 1954      | Леонід Щербаков СРСР             | Рогер Норман Швеція          | Мартин Ржегак Чехословаччина     |
| 1958      | Юзеф Шмідт Польща                | Олег Ряховський СРСР         | Вільх'яульмюр Ейнарссон Ісландія |
| 1962      | Юзеф Шмідт Польща                | Володимир Горяєв СРСР        | Олег Федосєєв СРСР               |
| 1966      | Георгій Стойковський Болгарія    | Ганс-Юрген Рюкборн НДР       | Калочаї Генрик Угорщина          |
| 1969      | Віктор Санєєв СРСР               | Циффра Золтан Угорщина       | Клаус Нойман НДР                 |
| 1971      | Йорг Дремель НДР                 | Віктор Санєєв СРСР           | Карол Корбу Румунія              |
| 1974      | Віктор Санєєв СРСР               | Карол Корбу Румунія          | Анджей Сонтаг Польща             |
| 1978      | Мілош Срейович Югославія         | Віктор Санєєв СРСР           | Анатолій Піскулін СРСР           |
| 1982      | Кіт Коннор Велика Британія       | Василь Грищенков СРСР        | Бакоші Бела Угорщина             |
| 1986      | Христо Марков Болгарія           | Маріс Бружикс СРСР           | Олег Проценко СРСР               |
| 1990      | Леонід Волошин СРСР              | Христо Марков Болгарія       | Ігор Лапшин СРСР                 |
| 1994      | Денис Капустін Росія             | Серж Елан Франція            | Маріс Бружикс Латвія             |
| 1998      | Джонатан Едвардс Велика Британія | Денис Капустін Росія         | Ростислав Дімітров Болгарія      |
| 2002      | Християн Ульссон Швеція          | Чарльз Фрідек Німеччина      | Джонатан Едвардс Велика Британія |
| 2006      | Християн Ульссон Швеція          | Натан Дуглас Велика Британія | Маріан Опря Румунія              |
| 2010      | Філліпс Ідову Велика Британія    | Маріан Опря Румунія          | Тедді Тамго Франція              |
| 2012      | Фабріціо Донато Італія           | Шериф ель Шериф Україна      | Олексій Цапик Білорусь           |
| 2014      | Бенжамен Кампаоре Франція        | Олексій Федоров Росія        | Йоанн Раппіньє Франція           |
| 2016      | Макс Гесс Німеччина              | Кароль Гоффманн Польща       | Джуліан Рід Велика Британія      |
| 2018      | Нельсон Евора Португалія         | Алексіс Копельйо Азербайджан | Дімітріос Ціаміс Греція          |
| 2022      | Педро Пічардо Португалія         | Андреа Даллавалле Італія     | Жан-Марк Понв'ян Франція         |
| 2024      | Хордан Діас Іспанія              | Педро Пічардо Португалія     | Тома Гогуа Франція               |

### Штовхання ядра
| Чемпіонат | Золото                     | Срібло                     | Бронза                         |
| --------- | -------------------------- | -------------------------- | ------------------------------ |
| 1934      | Арнольд Війдінг Естонія    | Рісто Кунтсі Фінляндія     | Франтішек Доуда Чехословаччина |
| 1938      | Александер Крік Естонія    | Герхард Штек Німеччина     | Ганс Отто Вельке Німеччина     |
| 1946      | Гуннар Гусебю Ісландія     | Дмитро Горяїнов СРСР       | Юрйо Лехтіля Фінляндія         |
| 1950      | Гуннар Гусебю Ісландія     | Анджоло Профеті Італія     | Отто Грігалка СРСР             |
| 1954      | Їржі Скобла Чехословаччина | Отто Грігалка СРСР         | Гейно Гейнасте СРСР            |
| 1958      | Артур Роу Велика Британія  | Віктор Ліпсніс СРСР        | Їржі Скобла Чехословаччина     |
| 1962      | Вар'ю Вільмош Угорщина     | Віктор Ліпсніс СРСР        | Альфред Сосгурник Польща       |
| 1966      | Вар'ю Вільмош Угорщина     | Микола Карасьов СРСР       | Владислав Комар Польща         |
| 1969      | Дітер Гоффман НДР          | Гайнц-Йоахім Ротенбург НДР | Ганс-Петер Гіс НДР             |
| 1971      | Гартмут Брізенік НДР       | Гайнц-Йоахім Ротенбург НДР | Владислав Комар Польща         |
| 1974      | Гартмут Брізенік НДР       | Ральф Райхенбах ФРН        | Джефф Кейпс Велика Британія    |
| 1978      | Удо Баєр НДР               | Олександр Баришников СРСР  | Вольфганг Шмідт НДР            |
| 1982      | Удо Баєр НДР               | Яніс Боярс СРСР            | Ремігіус Махура Чехословаччина |
| 1986      | Вернер Гюнтер Швейцарія    | Ульф Тіммерманн НДР        | Удо Баєр НДР                   |
| 1990      | Ульф Тіммерманн НДР        | Олівер-Свен Будер НДР      | Георг Андерсен Норвегія        |
| 1994      | Олександр Клименко Україна | Олександр Багач Україна    | Роман Вірастюк Україна         |
| 1998      | Олександр Багач Україна    | Олівер-Свен Будер НДР      | Юрій Білоног Україна           |
| 2002      | Юрій Білоног Україна       | Йоахім Ольсен Данія        | Ральф Бартельс Німеччина       |
| 2006      | Ральф Бартельс Німеччина   | Йоахім Ольсен Данія        | Рутгер Сміт Нідерланди         |
| 2010      | Томаш Маєвський Польща     | Ральф Бартельс Німеччина   | Маріс Уртанс Латвія            |
| 2012      | Давід Шторль Німеччина     | Рутгер Сміт Нідерланди     | Асмір Калашинаць Сербія        |
| 2014      | Давід Шторль Німеччина     | Борха Вівас Іспанія        | Томаш Маєвський Польща         |
| 2016      | Давід Шторль Німеччина     | Міхал Гаратик Польща       | Цанко Арнаудов Португалія      |
| 2018      | Міхал Гаратик Польща       | Конрад Буковецький Польща  | Давід Шторль Німеччина         |
| 2022      | Філіп Міхалевич Хорватія   | Армін Сінанчевич Сербія    | Томаш Станек Чехія             |
| 2024      | Леонардо Фаббрі Італія     | Філіп Міхалевич Хорватія   | Міхал Гаратик Польща           |

### Метання диска
| Чемпіонат | Золото                       | Срібло                      | Бронза                       |
| --------- | ---------------------------- | --------------------------- | ---------------------------- |
| 1934      | Гаральд Андерссон Швеція     | Поль Вінтер Франція         | Доноган Іштван Угорщина      |
| 1938      | Віллі Шредер Німеччина       | Джорджіо Обервегер Італія   | Гуннар Берг Швеція           |
| 1946      | Адольфо Консоліні Італія     | Джузеппе Тозі Італія        | Вейкко Нюквіст Фінляндія     |
| 1950      | Адольфо Консоліні Італія     | Джузеппе Тозі Італія        | Оллі Партанен Фінляндія      |
| 1954      | Адольфо Консоліні Італія     | Джузеппе Тозі Італія        | Сеченьї Йожеф Угорщина       |
| 1958      | Едмунд Пйонтковський Польща  | Тодор Артарський Болгарія   | Володимир Трусеньов СРСР     |
| 1962      | Володимир Трусеньов СРСР     | Кес Кох Нідерланди          | Лотар Мільде НДР             |
| 1966      | Детлеф Торіт НДР             | Гартмут Лош НДР             | Лотар Мільде НДР             |
| 1969      | Гартмут Лош НДР              | Рікі Брух Швеція            | Лотар Мільде НДР             |
| 1971      | Людвік Данек Чехословаччина  | Лотар Мільде НДР            | Феєр Геза Угорщина           |
| 1974      | Пентті Кахма Фінляндія       | Людвік Данек Чехословаччина | Рікі Брух Швеція             |
| 1978      | Вольфганг Шмідт НДР          | Маркку Туокко Фінляндія     | Імріх Бугар Чехословаччина   |
| 1982      | Імріх Бугар Чехословаччина   | Ігор Дугинець СРСР          | Вольфганг Варнемюнде НДР     |
| 1986      | Ромас Убартас СРСР           | Георгій Колноотченко СРСР   | Вацлавас Кідікас СРСР        |
| 1990      | Юрген Шульт НДР              | Ерік де Брейн Нідерланди    | Вольфганг Шмідт ФРН          |
| 1994      | Володимир Дубровщик Білорусь | Дмитро Шевченко Росія       | Юрген Шульт Німеччина        |
| 1998      | Ларс Рідель Німеччина        | Юрген Шульт Німеччина       | Віргіліюс Алекна Литва       |
| 2002      | Фазекаш Роберт Угорщина      | Віргіліюс Алекна Литва      | Міхаель Мелленбек Німеччина  |
| 2006      | Віргіліюс Алекна Литва       | Герд Кантер Естонія         | Александер Таммерт Естонія   |
| 2010      | Пйотр Малаховський Польща    | Роберт Гартінг Німеччина    | Фазекаш Роберт Угорщина      |
| 2012      | Роберт Гартінг Німеччина     | Герд Кантер Естонія         | Рутгер Сміт Нідерланди       |
| 2014      | Роберт Гартінг Німеччина     | Герд Кантер Естонія         | Роберт Урбанек Польща        |
| 2016      | Пйотр Малаховський Польща    | Філіп Міланов Бельгія       | Герд Кантер Естонія          |
| 2018      | Андрюс Гудзюс Литва          | Данієль Штоль Швеція        | Лукас Вайсгайдінгер Австрія  |
| 2022      | Міколас Алекна Литва         | Крістьян Чех Словенія       | Лоуренс Окоє Велика Британія |
| 2024      | Крістьян Чех Словенія        | Лукас Вайсгайдінгер Австрія | Міколас Алекна Литва         |

### Метання молота
| Чемпіонат | Золото                           | Срібло                         | Бронза                           |
| --------- | -------------------------------- | ------------------------------ | -------------------------------- |
| 1934      | Вілле Перхеля Фінляндія          | Фернанде Ванделлі Італія       | Гуннар Янссон Швеція             |
| 1938      | Карл Гайн Німеччина              | Ервін Бласк Німеччина          | Оскар Мальмбрандт Швеція         |
| 1946      | Бо Еріксон Швеція                | Ерік Йоханссон-Умедален Швеція | Дункан Кларк Велика Британія     |
| 1950      | Сверре Страндлі Норвегія         | Тезео Таддія Італія            | Їржі Дадак Чехословаччина        |
| 1954      | Михайло Кривоносов СРСР          | Сверре Страндлі Норвегія       | Йожеф Чермак Угорщина            |
| 1958      | Тадеуш Рут Польща                | Михайло Кривоносов СРСР        | Дьюла Живоцький Угорщина         |
| 1962      | Дьюла Живоцький Угорщина         | Олексій Балтовський СРСР       | Юрій Бакарінов СРСР              |
| 1966      | Ромуальд Клім СРСР               | Дьюла Живоцький Угорщина       | Уве Баєр ФРН                     |
| 1969      | Анатолій Бондарчук СРСР          | Ромуальд Клім СРСР             | Райнхард Таймер НДР              |
| 1971      | Уве Баєр ФРН                     | Райнхард Таймер НДР            | Анатолій Бондарчук СРСР          |
| 1974      | Олексій Спиридонов СРСР          | Йохен Заксе НДР                | Райнхард Таймер НДР              |
| 1978      | Юрій Сєдих СРСР                  | Роланд Штойк НДР               | Карл-Ганс Рім ФРН                |
| 1982      | Юрій Сєдих СРСР                  | Ігор Нікулін СРСР              | Сергій Литвинов СРСР             |
| 1986      | Юрій Сєдих СРСР                  | Сергій Литвинов СРСР           | Ігор Нікулін СРСР                |
| 1990      | Ігор Астапкович СРСР             | Тібор Гечек Угорщина           | Ігор Нікулін СРСР                |
| 1994      | Василь Сидоренко Росія           | Ігор Астапкович Білорусь       | Гайнц Вайс Німеччина             |
| 1998      | Тібор Гечек Угорщина             | Балаж Кіш Угорщина             | Карстен Кобс Німеччина           |
| 2002      | Адріан Аннуш Угорщина            | Владислав Піскунов Україна     | Александрос Пападімітріу Греція  |
| 2006      | Оллі-Пекка Кар'ялайнен Фінляндія | Вадим Дев'ятовський Білорусь   | Маркус Ессер Німеччина           |
| 2010      | Лібор Гарфрейтаг Словаччина      | Нікола Віццоні Італія          | Крістіан Парш Угорщина           |
| 2012      | Крістіан Парш Угорщина           | Олексій Загорний Росія         | Шимон Зюлковський Польща         |
| 2014      | Крістіан Парш Угорщина           | Павел Файдек Польща            | Сергій Литвинов (молодший) Росія |
| 2016      | Павел Файдек Польща              | Іван Тихон Білорусь            | Войцех Новицький Польща          |
| 2018      | Войцех Новицький Польща          | Павел Файдек Польща            | Бенце Халас Угорщина             |
| 2022      | Войцех Новицький Польща          | Бенце Халас Угорщина           | Ейвін Генріксен Норвегія         |
| 2024      | Войцех Новицький Польща          | Бенце Халас Угорщина           | Михайло Кохан Україна            |

### Метання списа
| Чемпіонат | Золото                       | Срібло                     | Бронза                     |
| --------- | ---------------------------- | -------------------------- | -------------------------- |
| 1934      | Матті Ярвінен Фінляндія      | Матті Сіппала Фінляндія    | Густав Суле Естонія        |
| 1938      | Матті Ярвінен Фінляндія      | Юрйо Нікканен Фінляндія    | Варсегі Йожеф Угорщина     |
| 1946      | Леннарт Аттерваль Швеція     | Юрйо Нікканен Фінляндія    | Тапіо Раутаваара Фінляндія |
| 1950      | Тойво Хюютіяйнен Фінляндія   | Пер-Арне Берглунд Швеція   | Рагнар Ерікзон Швеція      |
| 1954      | Януш Сідло Польща            | Володимир Кузнецов СРСР    | Сойні Ніккінен Фінляндія   |
| 1958      | Януш Сідло Польща            | Егіль Даніельсен Норвегія  | Кульчар Дердей Угорщина    |
| 1962      | Яніс Лусіс СРСР              | Віктор Цибуленко СРСР      | Владислав Никицюк Польща   |
| 1966      | Яніс Лусіс СРСР              | Владислав Никицюк Польща   | Кульчар Дердей Угорщина    |
| 1969      | Яніс Лусіс СРСР              | Паулі Невала Фінляндія     | Януш Сідло Польща          |
| 1971      | Яніс Лусіс СРСР              | Яніс Доніньш СРСР          | Вольфганг Ганіш НДР        |
| 1974      | Ганну Сійтонен Фінляндія     | Вольфганг Ганіш НДР        | Тер'є Турслунн Норвегія    |
| 1978      | Міхаель Вессінг ФРН          | Микола Гребньов СРСР       | Вольфганг Ханіш НДР        |
| 1982      | Уве Гон НДР                  | Хейно Пуусте СРСР          | Детлеф Міхель НДР          |
| 1986      | Клаус Тафельмаєр ФРН         | Детлеф Міхель НДР          | Віктор Євсюков СРСР        |
| 1990      | Стівен Беклі Велика Британія | Віктор Зайцев СРСР         | Патрік Боден Швеція        |
| 1994      | Стівен Беклі Велика Британія | Сеппо Рятю Фінляндія       | Ян Железний Чехія          |
| 1998      | Стівен Беклі Велика Британія | Мік Гілл Велика Британія   | Раймонд Хехт Німеччина     |
| 2002      | Стівен Беклі Велика Британія | Сергій Макаров Росія       | Борис Генрі Німеччина      |
| 2006      | Андреас Торкільдсен Норвегія | Теро Піткямякі Фінляндія   | Ян Железний Чехія          |
| 2010      | Андреас Торкільдсен Норвегія | Маттіас де Цордо Німеччина | Теро Піткямякі Фінляндія   |
| 2012      | Вітеслав Веселий Чехія       | Валерій Йордан Росія       | Арі Манніо Фінляндія       |
| 2014      | Антті Руусканен Фінляндія    | Вітеслав Веселий Чехія     | Теро Піткямякі Фінляндія   |
| 2016      | Зігісмундс Сірмайс Латвія    | Вітеслав Веселий Чехія     | Антті Руусканен Фінляндія  |
| 2018      | Томас Релер Німеччина        | Андреас Гофманн Німеччина  | Магнус Кірт Естонія        |
| 2022      | Юліан Вебер Німеччина        | Якуб Вадлейх Чехія         | Лассі Етелятало Фінляндія  |
| 2024      | Якуб Вадлейх Чехія           | Юліан Вебер Франція        | Олівер Геландер Фінляндія  |

### Десятиборство
| Чемпіонат       | Золото                        | Срібло                                    | Бронза                    |
| --------------- | ----------------------------- | ----------------------------------------- | ------------------------- |
| 1934            | Ганс-Гайнріх Зіферт Німеччина | Лейф Дальгрен Швеція                      | Єжі Плавчик Польща        |
| 1938            | Олле Бекселль Швеція          | Вітольд Герутто Польща                    | Йозеф Нойманн Швейцарія   |
| 1946            | Годтфред Гольмванг Норвегія   | Сергій Кузнецов СРСР                      | Геран Ваксберг Швеція     |
| 1950            | Ігнас Гайнріх Франція         | Ерн Клаусен Ісландія                      | Челль Тоннандер Швеція    |
| 1954            | Василь Кузнецов СРСР          | Торбйорн Лассеніус Фінляндія              | Гайнц Обербек ФРН         |
| 1958            | Василь Кузнецов СРСР          | Уно Палу СРСР                             | Вальтер Маєр НДР          |
| 1962            | Василь Кузнецов СРСР          | Вернер фон Мольтке ФРН                    | Манфред Бок ФРН           |
| 1966            | Вернер фон Мольтке ФРН        | Йорг Маттайс ФРН                          | Горст Баєр ФРН            |
| 1969            | Йоахім Кірст НДР              | Герберт Вессель НДР                       | Віктор Челноков СРСР      |
| 1971            | Йоахім Кірст НДР              | Леннарт Гедмарк Швеція                    | Ганс-Йоахім Вальде ФРН    |
| 1974            | Ришард Сковронек Польща       | Ів Леруа Франція                          | Гвідо Крачмер ФРН         |
| 1978            | Олександр Гребенюк СРСР       | Дейлі Томпсон Велика Британія             | Зігфрід Штарк НДР         |
| 1982            | Дейлі Томпсон Велика Британія | Юрген Гінгсен ФРН                         | Зігфрід Штарк НДР         |
| 1986            | Дейлі Томпсон Велика Британія | Юрген Гінгсен ФРН                         | Зігфрід Венц ФРН          |
| 1990 детальніше | Крістіан Плазья Франція       | Сабо Деже Угорщина                        | Крістіан Шенк НДР         |
| 1994            | Ален Блондель Франція         | Генрік Дагорд Швеція                      | Лев Лободін Україна       |
| 1998            | Еркі Ноол Естонія             | Едуард Хямяляйнен Фінляндія               | Лев Лободін Росія         |
| 2002            | Роман Шебрле Чехія            | Еркі Ноол Естонія                         | Лев Лободін Росія         |
| 2006            | Роман Шебрле Чехія            | Живоцький Аттіла Угорщина                 | Олексій Дроздов Росія     |
| 2010            | Ромен Барра Франція           | Елко Сінтніколас Нідерланди               | Андрій Кравченко Білорусь |
| 2012            | Паскаль Беренбрух Німеччина   | Олексій Касьянов Україна                  | Ілля Шкуреньов Росія      |
| 2014            | Андрій Кравченко Білорусь     | Кевін Маєр Франція                        | Ілля Шкуреньов Росія      |
| 2016            | Томас ван дер Платсен Бельгія | Адам Гельцелет Чехія                      | Михайло Дудаш Сербія      |
| 2018            | Артур Абеле Німеччина         | Ілля Шкуреньов Допущені нейтральні атлети | Віталій Жук Білорусь      |
| 2022            | Ніклас Кауль Німеччина        | Зімон Егаммер Швейцарія                   | Янек Ийглане Естонія      |
| 2024            | Йоганнес Ерм Естонія          | Сандер Скотхейм Норвегія                  | Макенсон Глетті Франція   |

## Змішана дисципліна

### 4×400 метрів
- дисципліна представлена у програмі чемпіонатів, починаючи з 2024

| Чемпіонат | Золото                                                               | Срібло                                                      | Бронза                                                               |
| --------- | -------------------------------------------------------------------- | ----------------------------------------------------------- | -------------------------------------------------------------------- |
| 2024      | ІрландіяКрістофер О'Доннелл Расідат Аделеке Томас Барр Шарлін Модслі | ІталіяЛука Сіто Анна Полінарі Едоардо Скотті Аліче Манджоне | НідерландиЛімарвін Боневасія Ліке Клавер Ісая Кляйн Іккінк Фемке Бол |

## Колишні дисципліни серед чоловіків

### Ходьба 10000 метрів
- дисципліна проводилась у 1946-54 на стадіоні, після чого була замінена дистанцією шосейної ходьби на 20 кілометрів

| Чемпіонат | Золото                       | Срібло               | Бронза                 |
| --------- | ---------------------------- | -------------------- | ---------------------- |
| 1946      | Йон Мікаельссон Швеція       | Фріц Шваб Швейцарія  | Еміль Маггі Франція    |
| 1950      | Фріц Шваб Швейцарія          | Еміль Мажжі Франція  | Йон Мікаельссон Швеція |
| 1954      | Йозеф Долежал Чехословаччина | Анатолій Єгоров СРСР | Сергій Лобастов СРСР   |

### Ходьба 50 кілометрів
- у 2012 та 2016 дисципліна не проводилась у зв'язку з проведенням в ті роки літніх Олімпійських ігор
- у 2022 дисципліна була замінена на 35-кілометрову дистанцію

| Чемпіонат | Золото                         | Срібло                       | Бронза                        |
| --------- | ------------------------------ | ---------------------------- | ----------------------------- |
| 1934      | Яніс Даліньш Латвія            | Артур Телль Шваб Швейцарія   | Етторе Ріволта Італія         |
| 1938      | Гарольд Вітлок Велика Британія | Герберт Ділль Німеччина      | Едгар Бруун Норвегія          |
| 1946      | Йон Юнггрен Швеція             | Гаррі Форбс Велика Британія  | Чарльз Меньїн Велика Британія |
| 1950      | Джузеппе Дордоні Італія        | Йон Юнггрен Швеція           | Вернер Юнггрен Швеція         |
| 1954      | Володимир Ухов СРСР            | Йозеф Долежал Чехословаччина | Рока Анталь Угорщина          |
| 1958      | Євген Маскінсков СРСР          | Абдон Памич Італія           | Макс Вебер НДР                |
| 1962      | Абдон Памич Італія             | Григорій Панічкін СРСР       | Дон Томпсон Велика Британія   |
| 1966      | Абдон Памич Італія             | Геннадій Агапов СРСР         | Олександр Щербина СРСР        |
| 1969      | Крістоф Гене НДР               | Петер Зельцер НДР            | Веніамін Солдатенко СРСР      |
| 1971      | Веніамін Солдатенко СРСР       | Крістоф Гене НДР             | Петер Зельцер НДР             |
| 1974      | Крістоф Гене НДР               | Отто Барч СРСР               | Петер Зельцер НДР             |
| 1978      | Хорхе Льопарт Іспанія          | Веніамін Солдатенко СРСР     | Ян Орнох Польща               |
| 1982      | Рейма Салонен Фінляндія        | Хосе Марін Іспанія           | Бу Густафссон Швеція          |
| 1986      | Гартвіґ Ґаудер НДР             | В'ячеслав Іваненко СРСР      | Валерій Сунцов СРСР           |
| 1990      | Андрій Перлов СРСР             | Бернд Гуммельт НДР           | Гартвіґ Ґаудер НДР            |
| 1994      | Валерій Спіцин Росія           | Тьєррі Тутен Франція         | Джованні Перрічеллі Італія    |
| 1998      | Роберт Коженьовський Польща    | Валентин Кононен Фінляндія   | Андрій Плотников Росія        |
| 2002      | Роберт Коженьовський Польща    | Олексій Воєводін Росія       | Хесус Анхель Гарсія Іспанія   |
| 2006      | Йоанн Дініз Франція            | Хесус Анхель Гарсія Іспанія  | Юрій Андронов Росія           |
| 2010      | Йоанн Дініз Франція            | Гжегош Судоль Польща         | Сергій Бакулін Росія          |
| 2014      | Йоанн Дініз Франція            | Матей Тот Словаччина         | Іван Носков Росія             |
| 2018      | Мар'ян Закальницький Україна   | Матей Тот Словаччина         | Дмитро Дюбін Білорусь         |